# Naver Whale
Naver Whale (Хангиль: 네이버 웨일) — це безкоштовний веббраузер розроблений Naver Corporation. Браузер вийшов на системі Android 13 квітня 2018 року.

## Особливості

### Сумісність з додатками Chrome
Оскільки браузер базується на Chromium з моменту його створення у 2011 році, додатки для Google Chrome є сумісними з цим браузером.

### Переклад сторінок
Браузер має власний сервіс Naver Papago для перекладу сторінок з корейської, японської та інших мов.

### Whale Store
Браузер Naver Whale має власні додатки для розширення функціоналу доступні у Whale Store.

### Інше
Браузер вимагає номер мобільного телефону для реєстрації користувача.